# Wapen van Hensbroek

Wapen van Hensbroek

Het wapen van Hensbroek werd op 22 oktober 1817 aan de toenmalige gemeente Hensbroek toegekend. Tot dan was het al in gebruik als heerlijkheidswapen. Het wapen bleef tot 1979 in gebruik als gemeentewapen. In dat jaar ging de gemeente op in de nieuwe gemeente Obdam.

## Geschiedenis
Het wapen is een sprekend wapen, hoewel broek in het geval van een plaatsnaam duidt op een moerasbos.
Van het wapen zijn twee oudere versies bekend. Het oudste wapen stamt uit de 15e eeuw en is van Jan van der Bouckhorst, heer van Hensbroek van 1433 tot 1445. Op dit wapen is een hen op een heuvel te zien. Het tweede wapen stamt uit de 16e eeuw en toont een hen die met de linkerpoot een broek vasthoudt. Bij de bevestiging van het wapen had de schout moeite om het wapen bevestigd te krijgen, omdat het een zeer ongebruikelijke voorstelling is binnen de heraldiek. Na de fusie tussen Obdam en Hensbroek in 1979, werd het oude wapen van Hensbroek door de nieuwe gemeente Obdam opgenomen in het nieuwe gemeentewapen. Obdam als naamgever boven en Hensbroek onder in het wapen.

## Blazoenering
De omschrijving van het wapen luidt als volgt:
Van keel beladen met een broek van goud, waarop is rustende een hen van zilver.
Het schild is rood van kleur, daarop is een gouden broek geplaatst met zittend in de broek een zilveren kip. Het wapen heeft geen kroon en ook geen schildhouder.

## Verwante wapens
Het volgende wapen is verwant aan het wapen van Hensbroek:

Het eerste wapen van Obdam.
Het tweede wapen van Obdam.